# 大洪德施托德山

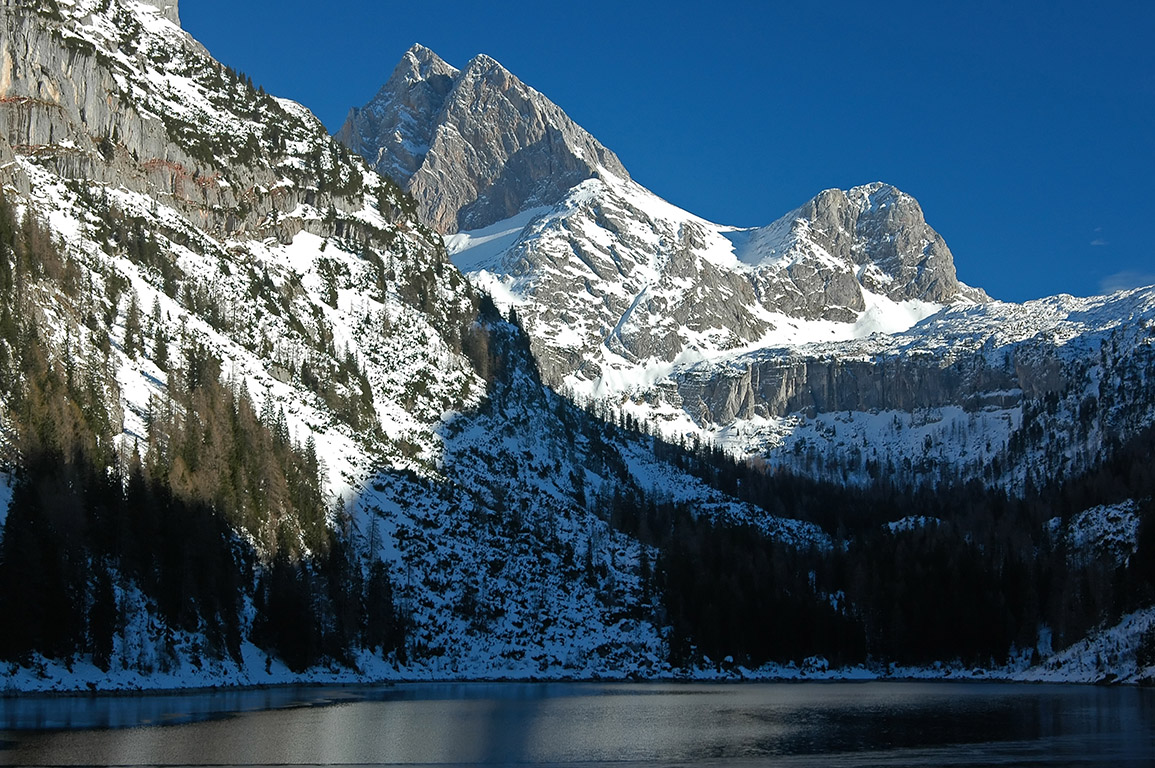

47°30′45″N 12°53′10″E / 47.5125°N 12.88611°E
大洪德施托德山（德語：Großer Hundstod），是中歐的山峰，位於德國和奧地利接壤的邊境，屬於貝希特斯加登阿爾卑斯山脈的一部分，海拔高度2,593米，人類在1825年首次登頂。